# United Fools
United Fools est un groupe de musique électronique français, originaire de Bordeaux, en Gironde.

## Biographie
Le groupe est formé en 2004 et composé de sept membres. Il comporte une large formation instrumentale (DJ, contrebasse, violoncelle, saxophone, trombone, sitar, guitare électrique, flûte traversière, chant (rap), batterie/percussions). Matthieu Perrein, cofondateur en 2008 du label Banzaï Lab auquel le groupe est signé, et l'un des leaders des United Fools. En 2009, ils sortent leur premier album, What Doesn't Kill You…
Plus tard, ils sortent en janvier 2012 l'album de 11 morceaux Human Projects, toujours au label Banzaï Lab,. L'album allie electro, musique acoustique, world music et hip-hop.

## Discographie
- 2009 : What Doesn't Kill You… (Banzaï Lab)
- 2012 : Human Projects (Banzaï Lab)